# Greatest Hits (Scarface)
Greatest Hits è una raccolta del rapper statunitense Scarface, pubblicata nel 2002. Nel 2010, Rhapsody lo nomina come uno dei migliori album «coke rap» di sempre.
| Recensione    | Giudizio |
| ------------- | -------- |
| AllMusic      | [ 1 ]    |
| Rolling Stone | [ 3 ]    |

## Tracce
1. Mr. Scarface – 5:29 (testo: Brad Jordan)
2. Money and the Power – 3:43 (testo: Jordan)
3. Let Me Roll – 4:07 (testo: Jordan, George Duke, Joseph Johnson)
4. Southside – 4:09 (testo: Jordan, Mike Dean)
5. Mary Jane – 3:09 (testo: Jordan, Dean)
6. Goin' Down – 4:28 (testo: Jordan, Joseph Johnson, E. Wilson)
7. Smile (featuring 2Pac) – 5:00 (testo: Jordan, Dean, Tupac Shakur)
8. Fuck Faces (featuring Too $hort, Devin the Dude & Tela) – 6:17 (testo: Jordan, Dean, Todd Shaw, Devin Copeland)
9. Homies & Thugs (featuring Master P) – 3:53 (testo: Jordan, Jalil Hutchins, L. Michael Smith)
10. Guess Who's Back (featuring Jay-Z & Beanie Sigel) – 4:01 (testo: Jordan, Kanye West, Shawn Carter)
11. Love & Friendship – 4:15 (testo: Jordan, Leslie Brathwaite)
12. Now I Feel Ya – 7:32 (testo: Jordan, Dean)
13. I Seen a Man Die – 3:59 (testo: Jordan, Dean, Johnson)
14. Hand of the Dead Body (featuring Ice Cube & Devin the Dude) – 3:52 (testo: Jordan, Johnson, Wilson, Dean, O'Shea Jackson)
15. Look Me in My Eyes – 3:32 (testo: Jordan, Johnson)
16. Jesse James – 3:26 (testo: Jordan, Dean, Johnson)
17. Born Killer – 3:33 (testo: Jordan)
18. A Minute to Pray – 4:20 (testo: Jordan)

## Classifiche
| Classifica (2002)         | Posizione massima |
| ------------------------- | ----------------- |
| Stati Uniti               | 40                |
| US Top R&B/Hip-Hop Albums | 10                |